# John Ciaccia
John Ciaccia, né le 4 mars 1933 à Jelsi (Italie) et mort le 7 août 2018 à Beaconsfield (Canada), est un avocat et homme politique canadien actif au Québec.
Il est député provincial de 1973 à 1998 et occupe divers postes dans les gouvernements de Robert Bourassa et Daniel Johnson (fils).

## Biographie

### Études et carrière d'avocat
Né dans une famille modeste à Jelsi en Italie, John Ciaccia immigre à un très jeune âge. Il complète sa scolarité dans des écoles anglaises de Montréal et s'inscrit en droit à l'Université McGill. Il est admis au Barreau du Québec en 1957. Il exerce brièvement son métier à l'étude de Me Albert Malouf, puis il est engagé comme conseiller juridique de l'épicier Steinberg. Après un bref retour en pratique privé, il travaille au ministère des Affaires indiennes et du Nord canadien, où il occupe le poste de sous-ministre adjoint, entre 1971 et 1973.

### Carrière politique
John Ciaccia débute ensuite une carrière politique de 25 ans. Lors de l'élection générale québécoise de 1973, il est élu député de Mont-Royal à l'Assemblée nationale du Québec, sous la bannière du Parti libéral du Québec. Parallèlement à sa carrière politique, il joint, vers 1975, le cabinet d'avocats de Maurice Riel, Riel, Vermette, Ryan, Dunton & Ciaccia. Il est confortablement réélu en 1976, 1981, 1985, 1989 et 1994.
Il a siégé au conseil des ministres pendant toute la durée du second gouvernement de Robert Bourassa. Il a été successivement ministre de l'Énergie et des Ressources (1985-1989), ministre délégué aux Affaires autochtones (1989-1990) et ministre des Affaires internationales (1989-1994).
Ciaccia a été impliqué de près dans la crise d'Oka. Le 12 août 1990, il participe, avec son homologue fédéral de l'époque, Tom Siddon, à une cérémonie de signature d'un accord controversé avec des représentants Mohawks armés et masqués.

## Ouvrage
En 2000, il a publié un livre, La crise d'Oka, miroir de notre âme, chez Leméac.